# Don't Look Any Further

Don't Look Any Further est un single de 1984 de Dennis Edwards ancien membre des Temptations en collaboration avec Siedah Garrett. La chanson provient de l'album Don't Look Any Further et est sorti sur le label discographique Motown.
La chanson a été reprise par le groupe anglais M People. 